# Gianni Picchi
Gianni Picchi, conosciuto anche come Gianni Stampa (Livorno, 26 marzo 1941 – Livorno, 18 giugno 2015), è stato un attore teatrale e conduttore televisivo italiano.

## Biografia
Gianni Picchi, conosciuto anche come Gianni Stampa, nasce a Livorno il 26 marzo 1941. Ancora giovanissimo si dedica all'arte, pur giocando a calcio nel ruolo di portiere. Nel maggio 1955 debutta in una commedia dal titolo Il ragno di Berlino scritta e diretta da un cugino materno Pietro Giusti. Mario Fenzi, un comico livornese, lo vede e gli offre di presentare subito uno spettacolo. Dopo alcuni mesi Beppe Orlandi, l'inventore del teatro vernacolare livornese, lo porta con sé, come attore di spalla e nella stagione invernale debutta nella commedia La paura fa 90, nella parte di Marino, figlio della popolana (1956).

### Le prime esperienze
Nell'estate effettua la stagione al Beau Rivage di Riccione, dove conosce Fred Buscaglione, che gli permette di esibirsi; era il periodo della canzone Porfirio Rubirosa.
Si esibisce in un locale riccionese chiamato Dancing Savioli, interpretando proprio la canzone di Chiosso-Buscaglione e i riccionesi non conoscendolo, lo iniziano a chiamare Porfirio.
Al compimento dei 18 anni parte per Milano per cercare altre esperienze ed un impresario gli propone di lavorare in sale da ballo con intermezzi di spettacolo e così si esibisce al Mille bolle blu, alla Lanterna Verde ed alla sala della Birra Peroni.
Al termine dell'estate torna a Livorno e trova una chiamata del direttore di Radio Firenze, Amerigo Gomez, che gli propone un provino.
Gomez e il dirigente Rai, Alfonso Ciuti, restano ottimamente impressionati. Dopo alcuni giorni (1960) lo chiama anche Aïché Nana, famosa per il suo spogliarello al Rugantino di Roma, e lo invita ad unirsi alla sua compagnia di avanspettacolo e decide di partire; resterà con Nanà per tutta la stagione invernale ed estiva.

### L'agenzia Erpic
Lascia il teatro per una chiamata di Onelio Barbati, direttore dell'Erpic, una delle agenzie teatrali più importanti italiane.
Barbati gli cambierà il nome d'arte in Gianni Stampa; nella lista dei presentatori dell'agenzia figuravano solo 5 nomi: Bongiorno, Corrado, Piombi, Baudo e Stampa.
Inizia a far serate in tutta Italia, accanto a nomi come Mina, Vanoni, Ranieri, Noschese, Zanicchi, Modugno (1971), New Trolls, Berti, Mal, Nomadi, Ricchi e Poveri, For Kents, i Pooh, e molti altri. Presenta Festival di canzoni, sfilate di moda, concorsi letterari e canori e anche le selezioni di Miss Italia.

### L'allenatore di calcio
Viene chiamato per un provino televisivo a Milano ma sembra non avere le amicizie giuste.
Nel 1967 frequenta un corso per allenatori e in quegli anni perde per 1 punto il campionato di serie B. Cinque anni dopo si prende la rivincita allenando il Livorno Calcio femminile con il quale vincerà il campionato di serie B e giocherà la finale di coppa Italia.

### Il matrimonio
Nel 1972 compie un passo importante, si sposa con Carla e diventa padre di Andrea; in quell'anno entra a lavorare in ospedale come infermiere di sala operatoria.
Tra una serata d cabaret e l'altra viene interpellato per prendere parte ad uno spettacolo televisivo, che andrà in onda su Rai1, dal titolo "No Stop". Sembra tutto fatto; ma al momento di firmare il contratto si torna a parlar di amici e conoscenti e non si arriva ad un accordo.

### Il teatro in vernacolo
Negli anni seguenti ritrova il suo primo amore, il vernacolo. Con Mario Fenzi ed Armando Nocchi forma il Trio comico livornese e poco dopo formano una nuova compagnia di vernacolo che porta in scena " La paura fa 90", di Orlandi-Razzaguta; questa volta decide di recitare in gonnella, nella parte della "Baciocca" (1975). L'anno seguente lavora ne "La 'appella misteriosa" di Armando Nocchi dove debutta nella parte della popolana.
Nel 1980 scrive un libro dal titolo " Gli errori di Stampa" un trittico. Una prima parte dedicata al buonumore, una alla poesia ed un'altra dedicata ad una storia d'amore.

### La televisione
Inizia il periodo delle televisioni private come Tvl, Telecentro 1 e 2, Eurocentro con Video Pisa e Reteamica, e TeleVip e delle radio come Radio Flash e Radio G, nelle quali lavora ed è sempre più richiesto.
In quegli anni inizia a lavorare come teleradiocronista di partite di calcio ed opinionista sportivo e si scrive all'albo dei giornalisti.
Armando Nocchi lo spinge a scrivere commedie in vernacolo. Con lo stesso Armandi Nocchi, collabora ai testi de La 'appella misteriosa, e Merli Passere e Beccafii (1984) ed in seguito scrive la sua prima commedia chiamandola "Piazza XX Settembre e dintorni" e subito dopo Le sorelle Mater..Rossi dove recita come popolana.

### La regia teatrale
Diventando autore nasce anche una nuova compagnia teatrale Gli "amici del vernacolo" prima e la "Barcaccia" dopo, dove agisce anche da regista.
Nel luglio del 1987 organizza, come direttore artistico, e presentatore, il festival "Una canzone per lo sport" per il G.S. Ardenza di Livorno. Da tutta Italia le canzoni, che parlano di sport, arrivano al vaglio della giuria. Per la stessa serata istituisce, per la prima volta per la città di Livorno, un premio dedicato agli sportivi che nell'annata si sono distinti, "I Leoni dello Sport". Da ricordare che il leone è l'embleme del rione.
Molti gli atleti illustri premiati negli anni da Mattei a Bruni a Manetti nel calcio, Bonaccorsi e Fantozzi nel basket, Gaetaniello ed Innocenti nel rugby, Bergamo, Ceccarini e Campanile come arbitri internazionali, ma anche giornalisti famosi come Bacci, Benedetti e Saltini.

### Il ritorno a Livorno
Negli anni seguenti continua ancora a girare la Toscana con la sua compagnia di vernacolo. Purtroppo nell'estate del '99 deve abbandonare per motivi di salute.
Per non aver rimorsi e, eventuali, ripensamenti, regala tutto, vestiario, parrucche e copioni, (liberandoli dai diritti uscendo dalla Siae) al teatro Metello di Livorno.
Le sue commedie si possono ancora oggi vedere grazie ai Cd. I manifesti teatrali non riportano più il suo nome ma i suoi lavori continuano a vivere comunque.
Per motivi di salute, anno 2010, ha dovuto cessare l'attività. Resta nel mondo dello sport come giornalista collaborando, con la chiusura del "Corriere di Livorno", con "Qui Livorno.it" ed un suo magazine online.